# Автошлях B20 (Німеччина)
Федеральний автошлях 20 (B20, нім. Bundesstraße 20)  —  німецька федеральна дорога вона пролягає з півночі на південь між муніципалітетом Шенау-ам-Кенігзее в південно-східній  Баварії та кордоном з Чехією у Фурт-ім-Вальді, частково поблизу австрійського кордону.